# Arctia paurobalia
Arctia paurobalia är en fjärilsart som beskrevs av Smith 1956. Arctia paurobalia ingår i släktet Arctia och familjen björnspinnare. Inga underarter finns listade i Catalogue of Life.